# Calliandra sessilis
Calliandra sessilis är en ärtväxtart som beskrevs av George Bentham. Calliandra sessilis ingår i släktet Calliandra och familjen ärtväxter. Inga underarter finns listade i Catalogue of Life.